# Blakea storkii
Blakea storkii är en tvåhjärtbladig växtart som först beskrevs av Paul Carpenter Standley, och fick sitt nu gällande namn av Frank Almeda. Blakea storkii ingår i släktet Blakea och familjen Melastomataceae. Inga underarter finns listade i Catalogue of Life.